# Коупавогюр
Ко̀упавогюр (на исландски Kópavogur и Kópavogsbær) е град в Исландия.
В града се намира най-високата сграда в Исландия.

## География
Коупавогюр е пристанищен град в Югозападна Исландия. Той е вторият по големина след столицата Рейкявик. Намира се на 5 км южно от столицата Рейкявик. На 10 км също южно от Коупавогюр се намира третият по големина град в страната Хапнарфьордюр. Населението на града е е 35 980 души към 2020 г.

## История
Градът е основан по време на датското владичество през 1622 г.

## Архитектурни забележителности
- църквата „Коупавогскиркя“
- природо-историческия музей

## Спорт
Град Коупавогюр има два представителни футболни отбора, които се състезават в най-висшия ешелон на исландския футбол. Имената на отборите са УБК Брейдаблик и ХК Коупавогюр.

## Личности
Родени
- Алда Бьорк Оулафсдоухтир (р. 1966), исландска поппевица

## Побратимени градове
- Амасалик, Гренландия
- Берген, Норвегия
- Клаксвик, Фарьорски острови
- Мариехамн, Финландия
- Норшьопинг, Швеция
- Оденсе, Дания
- Тампере, Финландия
- Тронхайм, Норвегия